# Bohater bajroniczny
Bohater bajroniczny to wielki indywidualista, buntownik, osoba niezwykle tajemnicza, która często występuje przeciw powszechnie przyjętym prawom i normom społecznym. Bohater wykreowany przez Byrona pozostaje w konflikcie ze światem, ulega wielkim namiętnościom, jego życie naznaczone jest ogromną miłością, zbrodnią, występkiem, które wywarły wpływ na jego dalsze losy. Bohater cierpi z powodu przeszłości (wyrzuty sumienia z powodu popełnionego zła); nieufność wobec społeczeństwa sprawia, że nie może zaznać spokoju i odnaleźć ukojenia. Bohaterem bajronicznym jest m.in. tytułowy bohater powieści poetyckiej zatytułowanej Giaur.
Bohater taki, pomimo tkwiących w nim sprzeczności, potrafi docenić przyjaźń. Nie potrzebuje aprobaty Boga z powodu jego wyższości, dlatego musi odnieść się do człowieka. Często stawiany jako przeciwieństwo bohatera werterycznego, pomimo tkwiącej w nich jednakowej istoty – wielkiego, dławiącego cierpienia, które jednak potrafi przezwyciężyć, we własny, indywidualny sposób.